# Mystic Messenger
Mystic Messenger (Hangul: 수상한메신저, přepisem: Susanghan Mesinjeo, česky: Tajemný Messenger) je videohra vyvinutá korejskou společností Cheritz, ve formě vizuálního románu, určená především ženám. Byla vydána 8. července 2016 pro Android a 18. srpna 2016 pro iOS. Hra je k dispozici v korejštině, angličtině a čínštině.
V roce 2017, byl hra Mystic Messenger oceněná jako Best Indie Game při udílení ceny Korea Game Awards.

## Zápletka
V Mystic Messenger hráč přebírá roli postavy ženy, jejíž jméno může být změněno a nemá žádnou výchozí hodnotu. Tato hlavní postava, která je často označována jako MC si stáhne tajemnou aplikaci, která ji přivede do uzavřeného zabezpečeného bytu, jehož vlastníkem je žena jmenující se Rika, která je také zakladatelkou charitativní organizace známé jako RFA (Rika's Fundraising Association). Tady se MC setkává se šesti novými lidmi (zbývající členové organizace RFA) a má za úkol pomoci zorganizovat charitativní akci. MC má možnost vybrat si jednu ze sedmi postav, o které se postupně získává informace a tím i tajemství celé organizace RFA.